# Leucaspis brittini
Leucaspis brittini är en insektsart som beskrevs av Green 1929. Leucaspis brittini ingår i släktet Leucaspis och familjen pansarsköldlöss. Inga underarter finns listade i Catalogue of Life.